# Lowther (Nouvelle-Zélande)
Pour les articles homonymes, voir Lowther.

Lowther  est une localité de la région du  Southland, située au coin sud-est de la « plaine des cinq rivières ». 

## Situation
Elle siège sur le trajet de la route State Highway 6/S H 6, à 8 km (soit 5 miles) au nord de la ville de Lumsden. 
Vers l’est s’élève le pic de «Lowther Peak» (912 m), nommé par John Turnbull Thomson, à partir duquel dérive le nom de la localité . 
Thomson avait nommé le pic d’après le propriétaire local nommé: Thomas Lowther Barnhill, car la mère de la famille des Lowthers, venait de la zone de Strabane en Irlande du Nord.

## Histoire
A côté de la route ‘State Highway 6’ se trouve un cairn de mémorial rappelant la «bataille de  Waitaramea». Vers 1725, Kaweriri conduisit un large parti des Ngāi Tahu à partir de  la région de Canterbury avec l’intention de détruire l’ iwi des Kāti Māmoe (en) siégeant dans les régions d’ Otago et du Southland. 
Dans l’engagement qui s’ensuivit avec un groupe plus petit des Kāti Māmoe, le leader de ces derniers, Tutemakohu, réussit à tuer Kaweriri, avant que lui et ses partisans  puissent s’échapper dans le brouillard. 
Ayant perdu aussi d’autres leaders dans le combat, les Ngāi Tahu furent forcés de faire retraite vers leur domicile .
Le centre-ville de Lowther fut arpenté  et tracé par J. A. McArthur en 1863. 
Une station de police et une cellule de prison furent établies là, et plus tard, une cour de justice fut construite. Le premier policier dans le district fut le “Constable Malone”. 2 hôtels furent aussi établis dans le centre de la ville , le dernier a fermé après les inondations de 1912.

## Le chemin de fer
La ligne de Kingston Branch Railway (en) ouvrit au niveau de Lowther, où une voie d’évitement (en) fut construite le 15 janvier 1877 et pour une année, ce fut le terminus temporaire de la ligne. 
Avec l’ouverture du chemin de fer, la ville de Lumsden devint le centre commercial du district et Lowther déclina d’importance. 
En 1879, la station de la police, la cellule et la cour de justice furent déplacés vers la ville de Lumsden. La cellule d’enfermement a été restaurée et a été placée pres de l’ancienne station du chemin de fer de Lumsden. La ligne de chemin de fer ferma le 26 novembre 1979. 
Le circuit piste de vélo dite “Autour des montagnes” (en) suit maintenant  le ballast de l’ancienne voie de chemin de fer.